# Phoracantha acanthocera
Phoracantha acanthocera es una especie de escarabajo del género Phoracantha, familia Cerambycidae. Fue descrita científicamente por MacLeay en 1826.
Es originaria de Australia. Ha sido introducida en Brasil, también en Etiopía.
Mide 2 centímetros de longitud.